# OSI (banda)
OSI é uma banda americana de metal progressivo formada em 2002 pelo guitarrista Jim Matheos, da banda Fates Warning, e tem como integrante permanente o tecladista Kevin Moore, da banda Chroma Key.
O nome da banda foi retirado de uma agência americana, de curta duração de atividade,  chamada Office of Strategic Influence ou O.S.I., criada pelo governo americano para dar suporte ao projeto de guerra contra o terrorismo.

## História
Em meados de 2002 Jim Matheos convidou seu grande amigo, Mike Portnoy, na época baterista da banda Dream Theater, para que emprestasse seus talentos ao que seria o início de um projeto solo. Matheos mostrou algumas gravações caseiras a Portnoy, procurando mostrar qual a estética musical que queria.
O tecladista Kevin Moore, da banda Chroma Key, também aderiu ao projeto. Moore havia havia tocado com Matheos em diversos álbuns da banda Fates Warning entre 1990 e 2000, depois de ter deixado o Dream Theater em 1994, após a gravação do álbum Awake. Moore editou e compôs diversas músicas com Matheos. Uma das músicas que mais chamaram a atenção foi The Thing That Never Was, uma longa faixa progressiva instrumental escrita por Matheos, antes que todos os colaboradores fossem convidados. Steven Wilson, da banda Porcupine Tree, grande colega da dupla, foi convidado a cantar no projeto, mas Wilson sentiu que o modelo de música que tinha sido feito não o seduzira o suficiente. Contudo, mesmo atrasado para as futuras gravações, Wilson jogou-se de cabeça e contribuiu com os vocais em uma das faixas do disco, shutDOWN.
Sean Malone preencheu as lacunas melódicas, fazendo as partes de baixo e guitarra. Malone também usou um instrumento inovador nas músicas do O.S.I., chamado chapman stick. O vocalista era a única posição que faltava ser preenchida. Daniel Gildenlöw da banda Pain of Salvation foi seriamente cogitado para a vaga, mas como Moore apresentava considerável desenvoltura com seus próprios dotes vocálicos, ficou evidente que o projeto deveria continuar com a voz de Moore. O primeiro álbum do grupo foi então lançado em 2003, com o título de Office of Strategic Influence.
Matheos executou frequentemente as canções shutDOWN e The New Math nos seus concertos com o Fates Warning em 2005, com o vocalista Ray Alder nos vocais e Portnoy como convidado nas baquetas.
A gravadora inglesa Burning Shed, ligada aos projetos de Steven Wilson, bem como do Porcupine Tree e No-Man, agora acolhem também em sua loja on-line a venda oficial dos álbuns do O.S.I..
A banda lançou o segundo álbum, Free, no início de 2006, com Portnoy ainda como convidado especial. Joey Vera gravou o baixo neste álbum.

## Integrantes
- Jim Matheos (Fates Warning) - guitarra
- Kevin Moore (Chroma Key) - vocal, teclado

## Convidados
- Mike Portnoy - (Adrenaline Mob, Dream Theater ex-Avenged Sevenfold) - bateria
- Sean Malone - (Gordian Knot, ex-Cynic) - baixo e chapman stick
- Joey Vera - (Fates Warning) - baixo em Free
- Steven Wilson - (Porcupine Tree) - vocais na faixa shutDOWN no álbum Office of Strategic Influence
- Gavin Harrison - (Porcupine Tree) - bateria
- Mikael Åkerfeldt - (Opeth) - vocais na faixa Stockholm no álbum  Blood
- Tim Bowness - (No-Man) - voz na faixa No Celebrations no CD bónus do álbum Blood

## Discografia[6]
- 2003 - Office of Strategic Influence
- 2006 - Free
- 2009 - Blood
- 2012 - Fire Make Thunder